# Pesi leggeri (MMA)
La divisione dei pesi leggeri nelle arti marziali miste si riferisce ad un numero di differenti classi di peso:
- La divisione in UFC e Strikeforce comprendono lottatori fino ai 70,3 kg (155 libbre).
- La divisione Dream limita i lottatori fino ai 70 kg (154 libbre).
- La divisione Pancrase comprende lottatori fino a 152 libbre ora portate a 155.
- La divisione Shooto comprende lottatori fino ai 65 kg (143 libbre).
- Le ex Pride Fighting Championships e EliteXC comprendevano lottatori fino a 73 kg (160 libbre).
- La divisione femminile dei pesi leggeri Deep Jewels comprende lottatrici fino ai 52 kg, divisione che in altre organizzazioni viene identificata come pesi mosca.
- Per il regolamento stabilito dalla FIGMMA in Italia la divisione femminile fino ai 71 kg è denominata "pesi medi"[1].

## Ambiguità e chiarificazioni
Per un desiderio di uniformità la maggior parte dei media americani che trattano le arti marziali miste adottano la definizione di peso compresa tra i 66 e i 70 kg (146 e 155 libbre) per i pesi leggeri.
La divisione dei pesi leggeri della UFC è stata ripristinata ad UFC 58 dopo essere caduta in disuso dopo UFC 49. Sean Sherk, un ex lottatore nei pesi welter, sconfisse Kenny Florian ad UFC 64, divenendo il primo UFC lightweight champion dal 2002.
Il limite massimo di 70 kg è stato definito dalla Commissione Atletica dello stato del Nevada.

## Campioni attuali
| Organizzazione | Inizio regno     | Campione           | Record | Evento                           | Difese |
| -------------- | ---------------- | ------------------ | ------ | -------------------------------- | ------ |
| UFC            | 28 giugno 2025   | Ilia Topuria       | 17-0   | UFC 317                          | 0      |
| Bellator       | 11 novembre 2014 | Usman Nurmagomedov | 17-0   | Bellator 288                     | 1      |
| WSOF           | 18 gennaio 2014  | Justin Gaethje     | 14-0   | WSOF 8: Gaethje vs. Patishnock   | 2      |
| ONE FC         | 5 aprile 2013    | Shinya Aoki        | 36-6   | One FC 8: Kings and Champions    | 1      |
| KSW            | 3 giugno 2023    | Salahdine Parnasse | 21-2   | KSW 83: Colosseum 2              | 3      |
| M-1 Global     | 17 dicembre 2014 | Maxim Divnich      | 10-0   | M-1 Challenge 54 / ACB 12        | 0      |
| Cage Warriors  | 7 giugno 2014    | Stevie Ray         | 16-5   | Cage Warriors 69: Super Saturday | 1      |

## Divisione pesi MMA
| Nome classe di peso | Limite massimo      | Limite massimo | Categoria    |
| Nome classe di peso | in chilogrammi (kg) | in libbre (lb) | Categoria    |
| ------------------- | ------------------- | -------------- | ------------ |
| Pesi atomo          | 48                  | 105,8          | Donna        |
| Pesi paglia         | 52                  | 114,6          | Donna        |
| Pesi mosca          | 57                  | 125,7          | Uomo / Donna |
| Pesi gallo          | 61.5                | 135.6          | Uomo / Donna |
| Pesi piuma          | 65.5                | 144,4          | Uomo / Donna |
| Pesi leggeri        | 70                  | 154,3          | Uomo         |
| Pesi welter         | 77                  | 169,8          | Uomo         |
| Pesi medi           | 84                  | 185,2          | Uomo         |
| Pesi mediomassimi   | 93                  | 205            | Uomo         |
| Pesi massimi        | 120                 | 264,6          | Uomo         |
| Openweight          | -                   | -              | Uomo / Donna |